# アルフレッド・プレソントン
アルフレッド・プレソントン（英:Alfred Pleasonton、1824年7月7日-1897年2月17日）は、アメリカ陸軍の職業軍人であり、南北戦争では北軍騎兵隊の将軍だった。ゲティスバーグ方面作戦の時に騎兵軍団を指揮し、この戦争では最大の騎兵が大半の戦闘であるブランディ・ステーションの戦いを指揮した。1864年、ミシシッピ川流域戦線に転任となり、南軍のスターリング・プライス将軍の騎兵隊を2つの要となる戦闘で破り、実質的にミズーリ州における戦争を終わらせた。アメリカ合衆国財務監査官を務めたスティーブン・プレソントンの息子である。

## 初期の経歴
プレソントンはワシントンD.C.で、スティーブン・プレソントンとメアリー・ホプキンス・プレソントン夫妻の息子として生まれた。スティーブン・プレソントンはアルフレッドが生まれたとき有名な存在だった。米英戦争でイギリス軍がワシントンに侵入したとき、アメリカ合衆国国務省の雇員として国立公文書館にあったアメリカ独立宣言やアメリカ合衆国憲法など重要な文書を独創性を発揮して破壊から免らせることができた。しかし、財務省の職員の時、政府の灯台建設契約に絡む汚職を含む1830年代のスキャンダルに巻き込まれた。これらの灯台は標準以下の施工が行われ、通常より早く劣化が進んだことが分かった。スティーブンは連邦議会に調査され、「怠惰と不正」と決め付けられて1852年に解雇され、一家の評判に暗い影を投げた（アメリカ灯台の管理は9人の委員による灯台局に移され、それには皮肉なことにアルフレッドの南北戦争での上官ジョージ・ミードが含まれていた）。
アルフレッドよりかなり年上の兄オーガスタスは陸軍士官学校を卒業し、総務局長補とペンシルベニア州の給与支払担当者を務めた。その経歴が明らかにアルフレッドに影響し、兄弟共に米英戦争での父の名声のお陰で士官学校入学指名を勝ち得た。アルフレッドはウェストポイントの士官学校を1844年に卒業し、第1アメリカ竜騎兵隊（重装騎兵）の少尉に任官され、最初はアイオワ州アトキンソン砦に駐屯した。プレソントンはその配属部隊と共にミネソタ州、アイオワ州およびテキサス州で辺境任務に就いた。1846年、プレソントンは第2竜騎兵隊と共に米墨戦争で戦い、テキサス州のパロ・アルトの戦いとレサカ・デ・ラ・パルマの戦いにおける勇敢さで大尉に名誉昇進した。戦後プレソントンは連隊副官を務め1855年に大尉に昇進した。

## 南北戦争

### 半島からチャンセラーズヴィルへ
1861年に南北戦争が始まったとき、プレソントン大尉は第2竜騎兵隊と共にユタ準州のクリッテンデン砦からワシントンD.C.まで動いた。プレソントンは積極的に政治工作を行い、そのときは不名誉なことになっていた父（1855年に死去）の衰えた政界との結びつきも利用しようとしたが、その仲間の急速な昇進とは裏腹にやっと1862年初めに少佐に昇進しただけだった。半島方面作戦では可も無く不可も無く務め、遂に7月16日に准将に昇進し、ポトマック軍で騎兵旅団を指揮することになった。
9月2日のアンティータムの戦いで、プレソントンは騎兵師団の指揮を執り、砲弾で負傷した。大望を抱くプレソントンはその行動で志願兵の少将に昇進できなかったので不満であり、彼に割り当てられた師団および特に騎馬砲兵隊が戦闘の決定的な役割を演じたと虚偽の主張をした（プレソントンは正規軍の中佐への名誉昇進を果たしたが、恐らくはその戦闘報告書で誇張された主張に基づいており、他の将軍達の報告では実証されていなかった）。
チャンセラーズヴィルの戦いでは、自己宣伝の行動を続けた。1863年5月2日に、一時的にストーンウォール・ジャクソン軍団による攻撃を止め、北軍第11軍団の全滅を防ぐことができたと主張した。プレソントンは十分な説得力があったので、ポトマック軍指揮官ジョセフ・フッカー少将はエイブラハム・リンカーン大統領に、プレソントンがチャンセラーズヴィルで「北軍を救った。」と告げた。しかし戦闘報告書では、プレソントンの役割は主張しているよりも重要ではなく、ヘイゼル・グラブで小規模の南軍歩兵分遣隊と戦っただけであることを示していた。それでもこの主張で6月22日に志願兵の少将への昇進を果たし、無能な騎兵軍団長ジョージ・ストーンマン少将がチャンセラーズヴィルの後で解任された時、フッカーはプレソントンを一時的なその代役に指名した。プレソントンはこの高い任務を潔く受けることはできなかった。フッカー将軍に宛てて「私は、...不満足な状態について無言のままでおられず、この軍団は...その現在の状態の責任は...私のものではない。」と書き送った。

### ゲティスバーグ
プレソントンのその新しい役割での最初の戦闘は1ヵ月後のゲティスバーグ方面作戦だった。この戦争では最大の騎兵が大半の戦闘であるブランディ・ステーションの戦いで北軍騎兵隊を率いた。北軍騎兵隊がJ・E・B・スチュアートの南軍騎兵隊に遭遇し、14時間におよぶ戦闘は流血が多かったが、引分に終わった。ただしスチュアートは急襲を受けてまごついており、北軍の騎兵はその能力について新たな自信を得た。部下の士官達はブランディ・ステーションで攻撃的にスチュアート隊を破らなかったと言ってプレソントンを批判した。フッカー将軍はバージニア州カルペパー付近で南軍騎兵隊を「追い払い破壊しろ」と命令していたが、プレソントンは「カルペパーに向けて威力偵察」を行うよう命令されただけだと主張し、その行動を正当化した。
ゲティスバーグ方面作戦のクライマックスに向かう残り期間、プレソントンは有能な騎兵指揮官としての仕事ができず、概してその上官に敵軍が何処に居て何をしようとしているか報告することもできなかった。ロバート・E・リー将軍の北バージニア軍はシェナンドー渓谷を通って北軍を出し抜き、北のペンシルベニア州に入った。この期間、プレソントンはその参謀の一人で連邦議会議員の息子であるエロン・J・ファーンワース大尉を直接准将に昇進させることで政治的影響力を行使しようとした。プレソントンはウェズリー・メリット大尉とジョージ・アームストロング・カスター中尉も准将に昇進させた。
プレソントンは連邦議会議員と交信して、J・E・B・スチュアート隊に比較して兵士も馬も不足していると苦情を言った。またワシントン防衛の騎兵隊を指揮していたジュリアス・スターヘル少将の騎兵隊を獲得するための政治工作も行った。この工作はうまくいった。スターヘルは指揮官から解任され、その騎兵はプレソントンの下に付けられた。フッカーはこれらの行動に怒ったが、6月28日にフッカー自身が指揮官を解任されたことで、プレソントンの軍歴が早く停止することは無くなった。
ゲティスバーグの戦いでは、ポトマック軍の新しい指揮官ジョージ・ミード少将がプレソントン（およびその父）の評判を知悉しており、プレソントンの活動を厳しく制限した。戦闘が行われた3日間、プレソントンは騎兵軍団の作戦本部ではなく、軍の作戦本部でミードの近くに残され、ミードが他の軍指揮官が通常やるよりも直接に騎兵隊の指揮に関わった。プレソントンは戦後に書いたもののなかで、ミードにゲティスバーグの町が決定的な地点になると予告したことや、ピケットの突撃で南軍が破れた後、リー将軍へ攻撃して決着をつけてしまうことをミードに進言したことなど、この戦闘における自分の役割を重要なものとして描こうとしていた。プレソントンはこの主張を都合よくミードが死んで論争ができないときに行った。しかし、一方でプレソントンは7月3日の不運な騎兵戦については非難されなかった。これはミードがジャドソン・キルパトリック准将の師団に南軍の右側面への攻撃を命じたものであり、塹壕に入った南軍歩兵に対する自殺的攻撃となり、エロン・ファーンワースの無益な死に繋がった。

### ミシシッピ川流域戦線
プレソントンは1864年にミシシッピ川流域戦線に転属となり、ミズーリ州中央地区軍とセントルイス地区軍を指揮した。ウェストポート、バイラムズフォードおよびメルダジーンで南軍のスターリング・プライス将軍を破り、西部における最後の南軍による脅威（プライスの襲撃）を終わらせた。1865年3月13日、ミズーリ州における作戦行動で正規軍の准将に名誉昇進し、戦争全体の功績で少将に名誉昇進した。

## 戦後
戦後、プレソントンは正規軍の名誉少将という名誉階級を持っていたが、騎兵の恒久的少佐という階級で志願兵任務から除隊した。騎兵隊から去りたいとは思わなかったので歩兵の中佐という提案を辞退し、間もなく先を越された士官たちとの指揮系統における関係に不満をいだくようになった。1868年に陸軍から退役し、1888年には少佐として退役兵リストに載った。文民として内国税収入の合衆国徴収官を務め、ユリシーズ・グラント大統領のときに内国歳入長官となったが、所得税の撤廃について議会に働きかけ、財務省の上司と喧嘩した後で、アメリカ合衆国内国歳入庁から辞任を求められた。プレソントンは辞任を拒否したので解雇された。その後短期間テレホート・アンド・シンシナティ鉄道の社長を務めた。
1895年、彫刻家ジェイムズ・エドワード・ケリーからインタビューを受けたとき、プレソントンは南北戦争中にポトマック軍指揮官就任の打診があったと主張した（その後ジェイムズ・F・ウェイド将軍とのインタビューではこの打診がゲティスバーグの後のいずれかの時点でワシントンにおける会合であったと示唆した）。プレソントンはケリーに「グラントのようなものではなかった。私は代償を払う（人が嫌がる任務に就く）ことを拒否した」と告げた。プレソントンは就任の条件が「戦争は南部が潰れるまで終わらせてはならないこと、奴隷制を廃止すること、および大統領が再選されること」となっていたと述べた。プレソントンは特定イデオロギーの信奉者であるとか強い指導者であるよりも常に官僚であったので、南軍が他の州を脅かすことができなくなるまでその軍事能力を打ち破ることを欲したが、反乱軍を「潰す」こと、奴隷制を終わらせること、およびリンカーンを再選させることが任務に就くほどの価値があることだとは思えなかった。
プレソントンは1897年にワシントンD.C.で睡眠中に死に、そこの連邦議会墓地に父と共に埋葬されている。死ぬ前にその葬儀は軍葬の礼にはしないよう求め、陸軍が戦後自分をないがしろにしたと感じていたので、軍装を付けて埋葬されることを拒否すらした。カリフォルニア州プレザントンは1850年代にプレソントンに因んで名付けられた。アメリカ合衆国郵便公社従業員による印刷ミスで綴りが違ったままになった。カンザス州プレザントンはその綴り違いにも拘らず、プレソントンに因む毎年の祭りを始めた。ゲティスバーグ戦場跡の巨大なペンシルベニア州記念碑にはプレソントン将軍の彫像が立っている。しかし、これはアルフレッド・プレソントンの兄、ペンシルベニア州生まれで戦闘の時にペンシルベニア民兵隊の将軍だったオーガスタスの像のようである。